# II. Lengyelfi Miklós
II. Lengyelfi Miklós (Budapest, 1955. január 3. –) magyar basszusgitáros, a KFT zenekar és a Sc.Art együttes alapító tagja.

## Pályafutása
Az 1980-as évek eleje óta Koncz Zsuzsa kísérőzenekarának tagja, de játszott a Baba Yaga és a Barbaro zenekarokban, valamint Pierrot, Tolcsvay László és Gerendás Péter kísérőzenekarában is. Egy ideig Norvégiában vendéglátózott.
A Konzi klasszikus bőgő szakán végzett, folklórzenekarokban játszott, majd esernyőkészítőnek tanult. Lengyelfi a basszusgitár mellett elektromos nagybőgőn is játszik, a hangszerrel saját stílust alakított ki, mely a KFT hangzásában és színpadi jelenlétében is meghatározó szerepet kapott.
ifj. Kurtág Györggyel, Classic Backline néven komolyzenei színpadi hangosítási rendszert dolgozott ki, sok felkérést kapnak Európa szerte és komoly szakmai referenciákat szereztek.
2005-ben, 50. születésnapján családja és barátai meglepetéspartival köszöntötték, ahol Sting személyes köszöntőjét is átvehette.
14 éven át a Zenész Magazin szakmai kiadvány főszerkesztője volt. 2010-ben saját zenei weblapot indított.

## Díjai
- A Magyar Köztársasági Érdemrend lovagkeresztje (2006)